# Tipula edwardsella
Tipula edwardsella är en tvåvingeart som beskrevs av Alexander 1923. Tipula edwardsella ingår i släktet Tipula och familjen storharkrankar.
Artens utbredningsområde är Taiwan. Inga underarter finns listade i Catalogue of Life.